# Попова, Эмма Анатольевна
Э́мма Анато́льевна Попо́ва (урождённая Эмилия, 27 декабря 1928 — 3 ноября 2001, Санкт-Петербург) — советская актриса театра и кино. Народная артистка РСФСР (1971), лауреат Государственной премии СССР (1968).

## Биография
Эмилия (Эмма) Попова родилась в Новочеркасске Ростовской области . В 1947 году, одновременно с Зинаидой Шарко, поступила на актёрский факультет Ленинградского театрального института, в мастерскую Бориса Зона. Опытного педагога, воспитавшего немало замечательных актрис, уже в те годы восхищала интуиция Поповой: «Не ты играешь — в тебе играет». Окончила институт в 1951 году.

### В Театре им. Комиссаржевской
В 1953—1962 годах Эмма Попова выступала на сцене Ленинградского театра им. В. Ф. Комиссаржевской; дебютировала в роли Лизы в водевиле Д. Т. Ленского «Лев Гурыч Синичкин», но этот ввод не был замечен критикой. О Поповой заговорили после сыгранной в том же 1953 году Тины Наморадзе в «Стрекозе» М. Бараташвили, и со второй половины 50-х годов она была уже ведущей актрисой театра; играла как характерные роли, в том числе донью Хуану в пьесе Тирсо де Молина «Дон Хиль Зеленые штаны» и Аниту в «Пятой колонне» Э. Хемингуэя, так и лирических героинь: Айтэн в пьесе Н. Хикмета «Первый день праздника», Варю в «Дикарке» А. Островского, — нередко противопоставляя режиссёрскому замыслу собственную интуицию. «И с каждой новой ролью, — отмечала критик В. Иванова, — „процент драматизма“ в работах молодой актрисы неуклонно повышался», — даже в комических ролях. Кульминации же достиг в роли Лизы Протасовой в пьесе А. М. Горького «Дети солнца», где героиня Поповой, по словам критика, «все беды страдающего мира пропускала сквозь собственное сердце, испытывала стыд за чужие грехи, боль за чужую вину» и в конце концов лишалась рассудка, оказавшись не в силах вынести эту тяжесть.
В Театре им. Комиссаржевской Попова репетировала и Офелию, но спектакль «Гамлет» не был выпущен. Одной из самых запомнившихся ролей, наряду с Лизой Протасовой, стала трагическая Вероника в спектакле «Вечно живые» по пьесе В. Розова; по словам В. Ивановой, Вероника Поповой «поразила и запомнилась больше, чем все остальные исполнительницы этой роли», её не заслонила даже популярность Татьяны Самойловой, сыгравшей эту роль в знаменитом фильме М. Калатозова.

### В Большом драматическом
В Эмме Поповой многие отмечали внешнее сходство с Верой Комиссаржевской, и в Театре им. Комиссаржевской ей отнюдь не случайно поручали роли, некогда сыгранные «чайкой русской сцены» (Лизу Протасову, Варю в «Дикарке»); в одном из интервью она призналась: «Работая в театре, носящем имя великой актрисы, я, естественно, находилась под влиянием этой незаурядной личности, этого огромного трагического таланта. Я даже стала подражать её игре — в меру отпущенных мне сил и способностей. Но потом я почувствовала, что это увлечение — почти фанатическое — начинает подавлять моё актёрское „я“, и меня настиг душевный кризис». Актриса решила навсегда покинуть сцену; но случилось так, что именно в этот момент Георгий Товстоногов пригласил её в Большой драматический театр им. Горького.
Она никогда не принадлежала и не принадлежит к актрисам-кумирам… Как это ни парадоксально, помнят не актрису, а её создания. Люди, «осуществлённые» ею на сцене и на экране, тревожат память многие годы, к ним хочется вернуться, чтобы ещё и ещё раз всмотреться в их духовный мир.
На сцене БДТ Попова дебютировала в феврале 1963 года в роли Ксении Ивановны в «Палате» С. Алёшина и очень скоро стала одной из «звёзд» товстоноговской труппы, одной из «главных» её актрис. Среди лучших ролей, сыгранных, по определению критика, так, «словно их никто до неё не играл», — Анна в «Варварах» А. М. Горького, Ирина в чеховских «Трёх сёстрах», Татьяна в «Мещанах», за которую Попова вместе с режиссёром-постановщиком Г. Товстоноговым и исполнителем роли Бессеменова Евгением Лебедевым была удостоена Государственной премии СССР. Если «Беспокойная старость» Л. Рахманова выдержала на сцене БДТ около 200 представлений, то шли зрители прежде всего на блестящий актёрский дуэт — Сергея Юрского (Полежаева) и Эмму Попову, — Марию Львовну в этом спектакле А. Свободин назвал «одной из самых тихих, но и самых блистательных удач» актрисы.
Сергей Юрский о своей партнёрше по многим спектаклям впоследствии писал: «Те, кто с ней играл, те, кто с ней общался на площадке, знают то, чего никогда не узнают зрители… Партнерам взаимодействовать с этим абсолютом было не просто легко, а возникало ощущение, что тебя подняло, ты находишься на ковре-самолете — и все мы разговариваем уже на совершенно другом уровне». Он же отмечал странную особенность актёрской природы Поповой: «Эмма, которая гениально играла интеллигенток и аристократок, была, всегда оставалась и остаётся простой казачкой, которая говорит „гекая“ и иначе не может. Куда это девалось на сцене — непонятно, почему возвращалось в жизни — тоже непонятно».
Актрисе редкого трагического темперамента, Эмме Поповой большой диапазон, по свидетельству Р. Беньяш, позволял не терять непосредственности даже в ролях, заострённых до гротеска, наряду с хрупкой Ириной в «Трёх сёстрах» с блеском исполнять и острохарактерную роль Веры Сергеевны в сатирической комедии Василия Шукшина «Энергичные люди». Среди лучших её ролей на сцене БДТ — Мадлена Бежар в булгаковском «Мольере», Мурзавецкая и Турусина в комедиях А. Н. Островского «Волки и овцы» и «На всякого мудреца довольно простоты».
Неудачей Поповой критики считают роль Настасьи Филипповны, которую она играла в очередь с Татьяной Дорониной во второй редакции легендарного товстоноговского «Идиота» в недолгое время существования этого спектакля (возобновлённого специально для зарубежных гастролей). Актрисе, которой всякая роль была интересна прежде всего становлением и развитием характера, героиня Ф. Достоевского, «человек с непредвиденным поведением», оказалась совершенно чужда; для себя объяснение этого характера Попова смогла найти лишь в озлоблении и жажде мести, всем и вся, — что, однако, противоречило замыслу Достоевского.
Последней театральной работой Эммы Поповой стала Квашня в пьесе М. Горького «На дне» — последнем спектакле Георгия Товстоногова. После его смерти в 1989 году актриса покинула сцену. В течение ряда лет вела актёрский курс в Институте театра, музыки и кинематографии.

### Кино и телевидение
Эмма Попова много работала на телевидении, сыграв в том числе и Веру Комиссаржескую в телеспектакле «Чайка русской сцены». В кино актриса снималась мало, отдавая предпочтение театру. Дебютировала в 1957 году в главной женской роли в фильме Михаила Дубсона «Шторм», где впервые встретилась с Евгением Лебедевым, своим будущим партнёром по многим спектаклям БДТ. Критики особо отмечают Юлию Дмитриевну в «Поезде милосердия» — роль, которая исключала обаяние и которую по этой причине режиссёр фильма Искандер Хамраев не отваживался предложить Эмме Поповой; но чуждую кокетства актрису привлекла именно эта роль.
Актриса умерла 3 ноября 2001 года в Доме ветеранов сцены в Санкт-Петербурге; похоронена на Волковском кладбище.

### Личная жизнь
Ещё в институте Эмма Попова вышла замуж за своего однокурсника — актёра и режиссёра Наума Бирмана; сын от этого брака, Анатолий Попов, также окончил ЛГИТМиК и снялся в ряде фильмов.
Вторым мужем Поповой был драматург и сценарист Александр Гладков; овдовев в 1976 году, больше замуж не выходила.

## Творчество

### Театральные работы
Ленинградский драматический театр им. В. Ф. Комиссаржевской
- 1953 — «Лев Гурыч Синичкин» Д. Т. Ленского — Лиза (ввод)
- 1953 — «Не всё коту масленица» А. Н. Островского — Агния (ввод)
- 1953 — «Шельменко-денщик» — Мотря (ввод)
- 1953 — «Стрекоза» М. Бараташвили — Тина Наморадзе
- 1955 — «Дон Хиль Зеленые штаны» Тирсо де Молина. Постановка В. Андрушкевича и З. Корогодского — донья Хуана
- 1956 — «Вечно живые» В. Розова — Вероника
- 1959 — «Цимбелин» — Имогена
- «Первый день праздника» Н. Хикмета — Айтэн
- «То, что знает каждая женщина» Дж. Барри — Мэгги Шенд
- «Пятая колонна» Э. Хемингуэя — Анита
- 1960 — «Дети солнца» А. М. Горького. Постановка М. Сулимова — Лиза Протасова
- 1961 — «После свадьбы» Д. Гранина — Тоня
- «Дикарка» А. Островского и И. Соловьева. Постановка В. Майковского — Варя

Большой драматический театр им. М. Горького
- 1963 — «Палата» С. Алёшина. Постановка Г. А. Товстоногова, Е. А. Лебедева — Ксения Ивановна
- 1963 — «Варвары» М. Горького. Постановка Г. А. Товстоногова — Анна (ввод)
- 1965 — «Три сестры» А. П. Чехова. Постановка Г. А. Товстоногова — Ирина
- 1966 — «Мещане» М. Горького. Постановка Г. А. Товстоногова — Татьяна
- 1966 — «Ещё раз про любовь» Э. Радзинского. Постановка Ю. Е. Аксёнова — Наташа (ввод)
- 1966 — «Идиот» по Ф. М. Достоевскому (вторая редакция спектакля). Постановка Г. А. Товстоногова — Настасья Филипповна
- 1968 — «Счастливые дни несчастливого человека» А. Н. Арбузова. Постановка Ю. Е. Аксёнова — Зимина Нина Павловна
- 1970 — «Беспокойная старость» Л. Рахманова. Постановка Г. А. Товстоногова— Марья Львовна
- 1973 — «Мольер» М. А. Булгакова. Постановка С. Ю. Юрскиого — Мадлена Бежар
- 1974 — «Энергичные люди» В. М. Шукшина. Постановка Г. А. Товстоногова — Вера Сергеевна
- 1976 — «Дачники» М. Горького. Постановка Г. А. Товстоногова — Ольга Алексеевна
- 1976 — «Фантазии Фарятьева» А. Соколовой. Постановка С. Ю. Юрского
- 1980 — «Волки и овцы» А. Н. Островского. Постановка Г. А. Товстоногова — Мурзавецкая
- 1985 — «Порог» А. Дударева. Постановка Г. Егорова — Мать (ввод)
- 1985 — «На всякого мудреца довольно простоты» А. Н. Островского. Постановка Г. А. Товстоногова — Турусина
- 1987 — «На дне» М. Горького. Постановка Г. А. Товстоногова — Квашня

### Работы на телевидении
- 1967 — «Чудаки» А. М. Горького (телеспектакль); постановка Юрия Маляцкого
- 1970 — «Чайка русской сцены» (телеспектакль) — Вера Комиссаржевская
- 1971 — «Фиеста», по роману Э. Хемингуэя «И восходит солнце» (телеспектакль); постановка Сергея Юрского — Фрэнсис
- «Стакан воды» Э. Скриба (телеспектакль) — Королева
- «Госпожа министерша» Б. Нушича (телеспектакль)
- «Последние» А. М. Горького (телеспектакль) — Софья
- «Домик» В. Катаева (телеспектакль)
- «Месяц в деревне» И. Тургенева (телеспектакль) — Наталья Петровна
- «Смуглая леди сонетов» Б. Шоу (телеспектакль); постановка Александра Белинского — Елизавета

### Фильмография
- 1957 — Шторм — Саша Карцева
- 1964 — Поезд милосердия — Юлия Дмитриевна
- 1965 — На одной планете — Надежда Крупская
- 1968 — Гроза над Белой — Софья Алексеевна Попова
- 1970 — Поезд в завтрашний день — Надежда Крупская

## Награды и звания
- Заслуженная артистка РСФСР (1960)
- Народная артистка РСФСР (1971)
- Государственная премия СССР (1968) — за исполнение роли Татьяны в спектакле «Мещане» Большого драматического театра им. М. Горького.